# رسیا
رسیا (به ایتالیایی: Resia) یک منطقهٔ مسکونی در ایتالیا است که در استان اودینه واقع شده‌است.

## خصوصیات
رسیا ۱۱۹٫۰ کیلومترمربع مساحت و ۱٬۰۴۸ نفر جمعیت دارد و ۴۹۲ متر بالاتر از سطح دریا واقع شده‌است.